# Presente perfecto (inglés)
El presente perfecto es un tiempo verbal en el idioma inglés que narra hechos que ya han ocurrido en un momento en el pasado pero que siguen teniendo una relevancia en el presente. En este sentido, contrasta con el pasado simple, que se usa para referirse a acciones que tuvieron lugar en el pasado pero que ya no tienen, necesariamente, vigencia alguna con el presente, como en los siguientes ejemplos: 
- presente perfecto: I have been married for two years. (He estado casado por dos años.).
- pasado simple: I was married for two years. (Estuve dos años casado).

Aunque corresponde en su estructura con el pretérito perfecto en español, es decir, el verbo  se construye con el verbo auxiliar have (has si es en tercera persona singular - he, she, it), más el participio del verbo: o sea, sujeto + have/has + verbo en participio pasado, no siempre corresponde con el español en su uso, por ejemplo, I have been married for two years. (Llevo casado dos años.).
En el sentido del ejemplo anterior, es especialmente importante su uso para conectar el pasado con el presente, e incluso, con el futuro. De ahí, su uso frecuente con adverbios de tiempo como for, since, etc.

## Afirmativo
- I have eaten an apple. (Yo he comido una manzana).

- He has bought a car. (Él ha comprado un coche.)
- She has studied for four hours.(Ella ha estudiado por cuatro horas.)
- She has gone to the park. (Ella ha ido al parque.)

## Negativo
La forma negativa se obtiene colocando la palabra not después del verbo auxiliar.
- I have not found it. (No lo he encontrado)
- I have not read the book. (No he leído el libro)
- He hasn't gone to work.  (Él no ha ido al trabajo.)

## Interrogativo
La forma interrogativa se construye poniendo el verbo auxiliar antes del sustantivo.
Have you eaten the cake?. (¿Te has comido el pastel?)
Have they seen the movie?. (¿Han visto la película?)

## Usos específicos

### Conforosince
For y since sirven para delimitar el tiempo de la acción del verbo: for tiene el significado de «durante» y since, «desde». 

#### Afirmativo
- I have been here for four years. (Llevo cuatro años aquí)...
- I have lived here since 2003. (Vivo aquí desde 2003)...

#### Negativo
- I haven't seen them for a long time. (No las he visto por un largo tiempo).
- I haven't been here since I was a kid. (No he estado aquí desde que era un niño).

### Conyet,alreadyo(not) yet
Mientras for y since establecen una referencia con el tiempo, already y yet establecen acciones que todavía no han acabado. Yet solo se puede usar en negativa e interrogativa y already solo se puede usar en afirmativa y, aunque no tan frecuente, también en interrogativa, este último para expresar sorpresa:
- yet (interrogativa): ya, p. ej., Have they answered you yet? (¿Te han contestado ya?)
- (not) yet: todavía no, aún, p. ej., I haven't done my homework yet. (Todavía no he hecho mis deberes).
- already: ya, p. ej., I have already done my homework (Ya he hecho mis deberes.); Have you finished already? That was quick! (¿Has terminado ya? ¡Que rápido!).

### Conjust
- just: acabar de, p. ej., I have just done my homework. (Yo acabo de hacer mis deberes).

Con "still": todavía, ejemplo: "I still haven't taken a shower". "Todavía no me he duchado". "Still", siempre se usa en la forma negativa.